# Macrothele triangularis
Macrothele triangularis là một loài nhện trong họ Hexathelidae. Loài này phân bố ở Congo.